# Campionat del món d'handbol masculí de 1961
El Campionat del món d'handbol masculí de 1961 fou la quarta edició del Campionat del món d'handbol masculí. Es disputà a la República Federal Alemanya entre l'1 i el 12 de març de 1961.
Hi prenen part 12 seleccions nacionals i per primera vegada n'hi ha una d'Àsia, el Japó. Romania guanyà el campionat vencent en la final a Txecoslovàquia.

## Medaller
| Or | Argent | Bronze |
| Romania Ioan Bogolea · Michael Redl · George Bădulescu · Aurel Bulgaru · Gheorghe Coman · Mircea Costache I · Mircea Costache II · George Covaciu · Virgil Hnat · Petre Ivănescu · Hans Moser · Olimpiu Nodea · Cornel Oţelea · Otto Tellman | Txecoslovàquia František Arnošt · Karel Čermák · Václav Duda · Antonín Frolo · Rudolf Havlík · František Herman · Karol Lukošík · Vojtěch Mareš · Oskar Poliak · Jaroslav Provazník · Zdeněk Rada · Dušan Ruža · Jaroslav Skála · František Šobora · Josef Trojan · Jiří Vícha | Suècia Rolf Almqvist · Gunnar Brusberg · Hans Collin · Uno Danielsson · Bengt Johansson · Kjell Jönsson · Hans Karlsson · Gunnar Kämpendahl · Lennart Kärrström · Donald Lindblom · Hans Olsson · Karl-Oskar Olsson · Stig-Lennart Olsson · Åke Reimer · Lennart Ring · Rune Åhrling |

## Equips participants
| Nombre | Mètode de classificació             | Classificació    |
| ------ | ----------------------------------- | ---------------- |
| 1      | Organitzador                        | Alemanya         |
| 1      | Campió del món de 1958              | Suècia           |
| 8      | Torneig de classificació europeu    | veure a sota     |
| 1      | Àsia                                | Japó             |
| 1      | Torneig de classificació panamericà | Brasil · Noruega |
| 0      | Àfrica                              | -                |

Notes:
- l'equip alemany presenta un equip unificat, amb jugadors provinents tant de la República Democràtica Alemanya com de la República Federal Alemanya
- es desconeix com es classificà Islàndia,
- el Brasil finalment no participà en la competició i és substituït per Noruega. El Japó fou l'única selecció no europea. Es desconeixen els motius de la retirada del Brasil i l'elecció de Noruega.

| Grup     | Vencedor       | Segon          | Tercer    |
| -------- | -------------- | -------------- | --------- |
| Nord     | Dinamarca      | Noruega        | Finlàndia |
| Oest     | Països Baixos  | Bèlgica        | Luxemburg |
| Sud      | França         | Espanya        | Portugal  |
| Centre 1 | Suïssa         | Àustria        | -         |
| Centre 2 | Iugoslàvia     | Hongria        | -         |
| Est 1    | Txecoslovàquia | Polònia        | -         |
| Est 2    | Romania        | Unió Soviètica | -         |
| ?        | Islàndia       | ?              | ?         |

## Primera fase
Es fan quatre grups amb tres equips en cadascun. Els dos primers classificats passen a la següent ronda.

### Grup A
| \| Equip \| Pts \| PJ \| PG \| PE \| PP \| GF \| GC \| \| ---------- \| --- \| -- \| -- \| -- \| -- \| -- \| -- \| \| Suècia \| 4 \| 3 \| 2 \| 0 \| 0 \| 29 \| 23 \| \| Noruega \| 2 \| 3 \| 1 \| 0 \| 1 \| 29 \| 32 \| \| Iugoslàvia \| 0 \| 3 \| 0 \| 0 \| 2 \| 29 \| 32 \| | - Resultats del grup A Suècia - Noruega - 15:11 Noruega - Iugoslàvia - 18:17 Suècia - Iugoslàvia - 14:12 |    |    |    |    |    |    |
| Equip | Pts | PJ | PG | PE | PP | GF | GC |
| Suècia | 4 | 3  | 2  | 0  | 0  | 29 | 23 |
| Noruega | 2 | 3  | 1  | 0  | 1  | 29 | 32 |
| Iugoslàvia | 0 | 3  | 0  | 0  | 2  | 29 | 32 |

### Grup B
| \| Equip \| Pts \| PJ \| PG \| PE \| PP \| GF \| GC \| \| ------------- \| --- \| -- \| -- \| -- \| -- \| -- \| -- \| \| Alemanya \| 4 \| 3 \| 2 \| 0 \| 0 \| 54 \| 14 \| \| França \| 2 \| 3 \| 1 \| 0 \| 1 \| 28 \| 32 \| \| Països Baixos \| 0 \| 3 \| 0 \| 0 \| 2 \| 18 \| 54 \| | - Resultats del grup B Alemanya - Països Baixos - 33: 7 França - Països Baixos - 21:11 Alemanya - França - 21: 7 |    |    |    |    |    |    |
| Equip | Pts | PJ | PG | PE | PP | GF | GC |
| Alemanya | 4 | 3  | 2  | 0  | 0  | 54 | 14 |
| França | 2 | 3  | 1  | 0  | 1  | 28 | 32 |
| Països Baixos | 0 | 3  | 0  | 0  | 2  | 18 | 54 |

### Grup C
| \| Equip \| Pts \| PJ \| PG \| PE \| PP \| GF \| GC \| \| -------------- \| --- \| -- \| -- \| -- \| -- \| -- \| -- \| \| Txecoslovàquia \| 4 \| 2 \| 2 \| 0 \| 0 \| 50 \| 18 \| \| Romania \| 2 \| 2 \| 1 \| 0 \| 1 \| 37 \| 23 \| \| Japó \| 0 \| 2 \| 0 \| 0 \| 2 \| 21 \| 67 \| | - Resultats del grup C Txecoslovàquia - Japó - 38:10 Romania - Japó - 29:11 Txecoslovàquia - Romania - 12: 8 |    |    |    |    |    |    |
| Equip | Pts | PJ | PG | PE | PP | GF | GC |
| Txecoslovàquia | 4 | 2  | 2  | 0  | 0  | 50 | 18 |
| Romania | 2 | 2  | 1  | 0  | 1  | 37 | 23 |
| Japó | 0 | 2  | 0  | 0  | 2  | 21 | 67 |

| \| Equip \| Pts \| PJ \| PG \| PE \| PP \| GF \| GC \| \| --------- \| --- \| -- \| -- \| -- \| -- \| -- \| -- \| \| Dinamarca \| 4 \| 2 \| 2 \| 0 \| 0 \| 42 \| 26 \| \| Islàndia \| 2 \| 2 \| 1 \| 0 \| 1 \| 27 \| 36 \| \| Suïssa \| 0 \| 2 \| 0 \| 0 \| 2 \| 25 \| 32 \| | - Resultats del grup D Dinamarca - Islàndia - 24:13 Islàndia - Suïssa - 14:12 Dinamarca - Suïssa - 18:13 |    |    |    |    |    |    |
| Equip | Pts | PJ | PG | PE | PP | GF | GC |
| Dinamarca | 4 | 2  | 2  | 0  | 0  | 42 | 26 |
| Islàndia | 2 | 2  | 1  | 0  | 1  | 27 | 36 |
| Suïssa | 0 | 2  | 0  | 0  | 2  | 25 | 32 |

## Segona fase
Es fan dos grups amb quatre equips cadascun. Els dos primers classificats disputaran la final, els dos segons el partit per la medalla de bronze, els dos tercers pel cinquè lloc i els dos quarts el partit per la setena posició.

### Grup 1
| \| Equip \| Pts \| PJ \| PG \| PE \| PP \| GF \| GC \| \| -------------- \| --- \| -- \| -- \| -- \| -- \| -- \| -- \| \| Txecoslovàquia \| 5 \| 3 \| 2 \| 1 \| 0 \| 55 \| 31 \| \| Suècia \| 4 \| 3 \| 2 \| 0 \| 1 \| 43 \| 36 \| \| Islàndia \| 3 \| 3 \| 1 \| 1 \| 1 \| 45 \| 46 \| \| França \| 0 \| 3 \| 0 \| 0 \| 3 \| 30 \| 60 \| | - Resultats del grup 1 Suècia - França - 15:11 Txecoslovàquia - Islàndia - 15:15 Suècia - Islàndia - 18:10 Txecoslovàquia - França - 25: 6 Txecoslovàquia - Suècia - 15:10 Islàndia - França - 20:13 |    |    |    |    |    |    |
| Equip | Pts | PJ | PG | PE | PP | GF | GC |
| Txecoslovàquia | 5 | 3  | 2  | 1  | 0  | 55 | 31 |
| Suècia | 4 | 3  | 2  | 0  | 1  | 43 | 36 |
| Islàndia | 3 | 3  | 1  | 1  | 1  | 45 | 46 |
| França | 0 | 3  | 0  | 0  | 3  | 30 | 60 |

### Grup 2
| \| Equip \| Pts \| PJ \| PG \| PE \| PP \| GF \| GC \| \| --------- \| --- \| -- \| -- \| -- \| -- \| -- \| -- \| \| Romania \| 6 \| 3 \| 3 \| 0 \| 0 \| 43 \| 36 \| \| Alemanya \| 4 \| 3 \| 2 \| 0 \| 1 \| 39 \| 33 \| \| Dinamarca \| 2 \| 3 \| 1 \| 0 \| 2 \| 36 \| 39 \| \| Noruega \| 0 \| 3 \| 0 \| 0 \| 3 \| 31 \| 41 \| | - Resultats del grup 2 Alemanya - Noruega - 15: 8 Romania - Dinamarca - 15:13 Romania - Alemanya - 12: 9 Dinamarca - Noruega - 10: 9 Alemanya - Dinamarca - 15:13 Romania - Noruega - 16:14 |    |    |    |    |    |    |
| Equip | Pts | PJ | PG | PE | PP | GF | GC |
| Romania | 6 | 3  | 3  | 0  | 0  | 43 | 36 |
| Alemanya | 4 | 3  | 2  | 0  | 1  | 39 | 33 |
| Dinamarca | 2 | 3  | 1  | 0  | 2  | 36 | 39 |
| Noruega | 0 | 3  | 0  | 0  | 3  | 31 | 41 |

## Fase final

### Setè lloc
| 12 març |           |        |          |
| Noruega | 13-12 (p) | França | Dortmund |

### Cinquè lloc
| 11 març   |       |          |       |
| Dinamarca | 14-13 | Islàndia | Essen |

### Tercer lloc
| 11 març |       |          |       |
| Suècia  | 17-14 | Alemanya | Essen |

### Final
La final es disputa davant 14.000 espectadors. Calen dues pròrrogues per decidir el vencedor. El partit finalitza 7-7 i a la fi de la primera pròrroga no es va moure el marcador. Finalment Romania guanya el partit i el seu primer campionat del món.
| 12 març |          |                |          |
| Romania | 9-8 (2p) | Txecoslovàquia | Dortmund |

## Classificació final
| Pos. | Equip          |
| ---- | -------------- |
| 1    | Romania        |
| 2    | Txecoslovàquia |
| 3    | Suècia         |
| 4    | Alemanya       |
| 5    | Dinamarca      |
| 6    | Islàndia       |
| 7    | Noruega        |
| 8    | França         |
| 9    | Iugoslàvia     |
| 10   | Suïssa         |
| 11   | Països Baixos  |
| 12   | Japó           |